# Elettra Stimilli
Elettra Stimilli (Roma, 1966) è una filosofa, editorialista e saggista italiana.
Elettra Stimilli è una filosofa, accademica e scrittrice italiana. È professoressa di Filosofia Teoretica presso il Dipartimento di Filosofia dell'Università La Sapienza di Roma.
Stimilli è conosciuta per il suo ampio lavoro sulla connessione tra filosofia, politica, economia e religione, con un'enfasi sul pensiero contemporaneo.. I suoi libri sono tradotti in inglese e in spagnolo.

## Formazione
Stimilli ha conseguito la laurea magistrale in filosofia presso l'Università di Macerata sotto la direzione di Giorgio Agamben.
Successivamente, nel 1999, ha ottenuto il dottorato in Etica e Filosofia Politico-Giuridica presso l'Università di Salerno con una tesi intitolata Sovranità e tempo messianico. La teologia politica in Jacob Taubes, sotto la direzione di Roberto Esposito.

## Pensiero
Il lavoro di Stimilli esplora principalmente le connessioni tra religione, filosofia, economia e politica, con particolare attenzione alla relazione tra il pensiero italiano contemporaneo e gli sviluppi più recenti della filosofia francese e della filosofia tedesca. La sua monografia su Jacob Taubes ha analizzato la sua vita, le relazioni chiave e i contributi al pensiero teologico e politico, concentrandosi in particolare sul messianismo, la secolarizzazione e l’escatologia occidentale nel contesto delle esperienze culturali del Novecento.
La ricerca di Stimilli ha inoltre indagato l’intersezione tra economia e religione, analizzando in particolare il concetto di debito da una prospettiva filosofica. Il suo libro Il debito del vivente: ascesi e capitalismo esamina come il concetto di debito, reinterpretato come una forma di disciplina autoimposta e colpa perpetua, sostenga le economie capitaliste e motivi i comportamenti di consumo contemporanei. In Debito e colpa, esplora i fondamenti psicologici e filosofici delle politiche di austerità, sostenendo che esse si radicano in nozioni di colpa e punizione, esaminandone l’impatto sulla politica, l’economia e la vita interiore contemporanee.
Nel libro Filosofia dei mezzi, propone una riflessione filosofica sui corpi come mezzi politici, esplicitando la prospettiva femminista della sua ricerca.
Ha inoltre tenuto conferenze come professoressa invitata in diverse istituzioni nel mondo, tra cui l’Università di Warwick, l’Università di Lancaster, l’Università di Oxford e l’Università di Chicago.

## Riconoscimenti
2021 – Premio per il Miglior Articolo in Studi Italiani, assegnato dalla The Society for Italian Studies del Regno Unito.

### Libri
- Jacob Taubes: sovranità e tempo messianico [8]. ISBN 9788837219918. Morcelliana, 2004.
- Debito e colpa [9]. ISBN 9788823019560. Ediesse, 2015.
- Il debito del vivente: ascesi e capitalismo [10]. ISBN 9788822905352. Quodlibet, 2020.
- Filosofia dei mezzi: per una nuova politica dei corpi [11]. ISBN 9788854526815. Neri Pozza, 2023.

### Articoli
- Stimilli, E. (2019). Religion and the spontaneous order of the market: law, freedom, and power over lives. European Journal of Social Theory, 22(3), 399-415.
- Stimilli, E. (2020). Debt economy and faith. Philosophy in Contemporary Age. DIACRITICS, 2(47).
- Stimilli, E. (2022). Jacob Taubès: Messianism and political theology after the Shoah. In Depeche Mode. Jacob Taubès between Politics, Philosophy, and Religion (pp. 68-81). Brill.
- Stimilli, E. (2023). Pastoral Power and Revolution: Beyond Secularization and Political Theology. Theory, Culture & Society, 02632764231203572.